# Ruska narečja
Ruska narečja so pokrajinske različice ruskega jezika, ki se po tradicionalni delitvi ruske dialektologije delijo v dve glavni narečni skupini (severno in južno), med katerima se nahaja območje prehodnih narečij (osrednje rusko narečje).
Ruska narečja se od knjižnega jezika razlikujejo na več ravneh, pojavljajo se leksikalne (кочет, петун, knj. пету́х, 'petelin'), semantične (темно́ s pomenom 'zelo', 'močno'), fonetične (okanje in akanje), morfološke (3. os. ed. v sedanjiku знаьт, knj. зна́ет, 'zna'), skladenjske (без два́дцать пять, knj. без двадцати́ пяти́, 'dvajset do petih') razlike.

## Ruska terminologija
V ruščini obstaja več besed za poimenovanje pokrajinskih različic jezika. Beseda го́вор je najmanjša ter nedeljiva enota narečne delitve. Je govorica enega ali več sosednjih krajev, ki so jezikovno homogeni in se lahko povezujejo v narečje (гру́ппы го́воров). Na primer, Rjazanska, Lipecka, Voroneška ter Tambovska oblast sodijo v vzhodno (rjazansko) narečje, saj govor prebivalcev teh območij na več načinov sovpada. Beseda наре́чие označuje glavne, zgodovinsko uveljavljene različice nekega jezika, sestavljene iz narečnih skupin, ki jih združujejo skupne jezikovne značilnosti. 
V ruščini severno in južno rusko narečno skupino imenujejo наре́чие (се́верное и ю́жное наре́чие), medtem ko je skupina prehodnih narečij poimenovana kot го́вор (среднеру́сские го́воры).

## Območje

### Ruska narečja zgodnjega in poznega oblikovanja
Dialektologija razlikuje področje prvotne velikoruske poselitve (področje razširjenosti ruščine v 15. stoletju brez Povolžja, Urala, Sibirije, Severnega Kavkaza) in področje poznejše ruske poselitve. Že v 15. stoletju sta se na ozemlju prvotne poselitve poleg prehodnih osrednje ruskih narečij oblikovali dve veliki skupini: severna in južna narečna skupina, za kateri so značilne izrazite izoglose (geografske meje določene jezikovne značilnosti, npr. izgovorjava samostalnika, pomen besede, morfološke ali skladenjske značilnosti). Za področje poznejše ruske poselitve (azijski del Ruske federacije, Povolžje, Kavkaz) je značilna odsotnost jasne delitve narečnih območij, raznolikost majhnih področij zaradi priseljencev iz različnih regij in mešanje več narečij. 
V nekaterih krajih na Aljaski se še vedno ohranja narečje potomcev ruskih kolonialnih prebivalcev Ruske Amerike. Med temi je najpomembnejše narečje prebivalcev kraja Ninilčik, ki se nahaja na polotoku Kenai na Aljaski. To narečje vsebuje posebne slovnične značilnosti ter mnogo izposojenk iz angleščine in nekaterih aljaških jezikov.

### Glavna in prehodna narečja
Območja osrednjih ruskih narečij so Pskovska, Tverska, Moskovska, Vladimirska, Ivanovska in Niženovgorodska oblast. Severno od tega pasu se nahaja območje skupine severnih narečij, južno pa južna skupina. 

## Klasifikacija
Znotraj dveh glavnih narečnih enot in prehodnih osrednjih ruskih narečij na ozemlju primarne tvorbe ločimo skupine in podskupine narečij na naslednjih območjih: 
- Severna narečna skupina: vzhodni del Leningrajske in vzhodni del Novgorodske oblasti,  Vologdska oblast, Kostromska oblast;
- Skupina osrednjih narečij: Pskovska, Tverska, Moskovska, Vladimirska, Ivanovska in Niženovgorodska oblast;
- Južna narečna skupina: zahodni del Smolenske oblasti, Rjazanska, Kurska in Orlojska oblast, območja zgornjega Dnepra in Desne.

Skupina osrednjih narečij, zlasti moskovsko, je postalo osnova ruskega knjižnega jezika. 

## Zgodovina ruskih narečij
Sodobne ruske narečne skupine so se oblikovale zaradi različnih vrst medsebojnih vplivov, preoblikovanj in prerazporeditev narečij starovzhodnoslovanščine (staroruščine). Severno narečje se je razvilo kot posledica narečnih stikov priseljencev iz Novgoroda na eni strani, na drugi strani pa Rostova in Suzdala, ki so obvladovali ruski sever v 12. in 13. stoletju. Neodvisno od tega procesa so se v severih ruskih narečjih v 17. in 18. stoletju v enaki meri utrdile tako značilnosti narečij Novgoroda, Rostova in Suzdala (danes spadajo v osrednje narečje) kot tudi lastne narečne novosti severnih območij. Zahodna in vzhodna osrednja ruska narečja so se razvila na območju starejših delov Novgorodske in Rostovo-Suzdalske kneževine. Odločilno vlogo pri razvoju prehodnega značaja teh narečij so imeli njihovi stiki z južno narečno skupino, ki je ločevala južna novgorodska in rostovo-suzdalska narečja od severnih. Jezikovne inovacije, povezane z južnimi ruskimi ozemlji (najprej z območjem Černigova in potem Rjazana), so sprva postavile zgolj ločnico med južnimi narečji in vsemi ostalimi severnejšimi ruskimi narečji. Postopoma so na akajoča južna ruska narečja vplivala narečja Smolenske in Polotske kneževine, kar je privedlo do oblikovanja sedanjega območja južnega narečja ruskega jezika, povezanega z beloruskimi narečji prek širokega pasa prehodnih narečij.

## Današnje stanje
Danes narečne razlike ne predstavljajo ovir pri medsebojnem sporazumevanju ruskih govorcev. Širok razvoj izobraževanja in medijev ter obsežne migracije prebivalstva v 20. stoletju so prispevali k močnemu zmanjšanju govorcev tradicionalnih narečij; danes je to predvsem podeželsko prebivalstvo starejše generacije. V govoru mestnega prebivalstva različnih ruskih regij obstajajo manjše, neznatne razlike, večinoma leksikalne, deloma pa tudi fonetične, in so včasih posredno (preko ljudskega jezika) povezane s tradicionalnimi narečji dane regije. Ruska narečja nimajo pisne oblike, njihovo uporabo, v nasprotju z večfunkcijskim knjižnim jezikom, omejuje vsakodnevna komunikacija. Elemente narečnega govora (dialektizme), ki služijo za karakterizacijo literarnih oseb, slikanje podeželskega življenja, itd., lahko najdemo v delih klasične in sodobne književnosti mnogih ruskih pisateljev. Prisotnost dialektizmov je značilna za ustvarjanje Vasilija I. Belova, Valentina G. Rasputina, Viktorja P. Astafjeva, Mihaila A. Šolohova, Pavla P. Bažova, Borisa V. Šergina  in drugih. Raznolikost ruskih narečij se odraža v številnih delih ruske folklore. Folklorni zapisi v ruskih narečjih so izhodišče ustvarjanja skupine Ivan-Kupala. 

## Jezikovne značilnosti

### Fonetika

#### Vokalizem
V ruskih narečjih obstajajo trije samoglasniški sistemi, ki se razlikujejo glede na število fonemov. Ločimo sisteme:
- Petih fonemov: najbolj razširjen vokalni sistem, ki vključuje zgolj osnovne foneme, ki so tudi del ruskega knjižnega jezika (/а/, /о/, /у/, /и/, /е/);
- Šestih fonemov: vključuje pet osnovnih fonemov in »zaprt e« (/ê/);
- Sedmih fonemov: sestavljen iz petih osnovnih fonemov, /ê/ in »zaprtega o« (/ô/).

| Položaj jezične ploskve     | Lega jezika           | Lega jezika          | Lega jezika         |
| Položaj jezične ploskve     | Sprednji samoglasniki | Srednji samoglasniki | Zadnji samoglasniki |
| Visoki samoglasniki         | и                     |                      | у                   |
| Srednje visoki samoglasniki | ê                     |                      | ô                   |
| Sredinski samoglasniki      | е                     |                      | о                   |
| Nizki samoglasniki          |                       | а                    |                     |

Ruska narečja poznajo dve glavni vrsti nenaglašenega vokalizma - akanje in okanje:
- Okanje (v širšem pomenu besede): v nenaglašenih zlogih se samoglasnika [о] in [а] izgovarjata različno, na primer v besedah в[о]да́, г[о]л[о]ва́ in тр[а]ва́. Značilno je za severno narečje ruskega jezika.
- Akanje (v širšem pomenu besede): v nenaglašenih zlogih se samoglasnika [о] in [а] izgovarjata enako, na primer v besedah в[а]да́, тр[а]ва́. Značilno je za južno narečje ter ruski knjižni jezik.

#### Izoglose
| Izoglosa                                                 | Severno narečje | Standardna ruščina | Južno narečje            |
| Nenaglašeni /o/                                          | [o]             | [ɐ~ə]              | [a~ɐ~ə~ɨ]                |
| Nenaglašeni /e/, /a/, /o/ za palataliziranimi soglasniki | [ɪ], [e]        | [ɪ]                | [æ] (pred naglasom), [ɪ] |
| /g/                                                      | [ɡ]             | [ɡ]                | [ɣ]                      |
| /v/                                                      | [v]             | [v]                | [w~u̯]                    |
| /f/                                                      | [f]             | [f]                | [x~xv~xw]                |
| Protetični /v~w/                                         | Ne              | Ne                 | Da                       |

### Morfologija
Morfologija ruskih narečij preučuje besedne oblike ter vzorce delovanja in razvoja morfoloških sistemov v ruskih narečjih. Na splošno je za slovnično strukturo ruskih narečij ter knjižnega jezika značilna velika enotnost. Narečne razlike so večinoma povezane s sklonskimi oblikami in glagolskimi časi. 
Praviloma se ena ali druga različica nekega pojava prenese na celotno besedno vrsto. Na primer, nekateri pridevniki ženskega spola se lahko v določenih kontekstih uporabljajo v kratki obliki celo v prilastkovni funkciji (молода́ жена́, молоду́ жену́), in ta pojav se v nekaterih ruskih narečjih prenese tudi na druge pridevnike: дорога́, дорогу́; плоха́, плоху́; больша́, большу́. Kljub temu obstajajo izjeme, kjer se določen pojav ne prenese na druge besede iste besedne vrste, npr. samostalnik зверь je v različnih ruskih narečjih lahko moškega ali ženskega spola, za vse druge podobne besede pa to ne velja. 
V morfološkem sistemu vseh ruskih narečij je vsaj 6 sklonov, ki so tudi del ruskega knjižnega jezika, in sicer so to imenovalnik, rodilnik, dajalnik, tožilnik, orodnik, mestnik. V številnih narečjih pa je mogoče opaziti tudi dodatne sklone.

#### Samostalnik
Samostalniki v ruskih narečjih so, tako kot v ruskem knjižnem jeziku, lahko ženskega, moškega ali srednjega spola. Izjema so nekatera južna in osrednja narečja, kjer se srednji spol samostalnikov skoraj ne uporablja. V teh narečjih so samostalniki, ki so v knjižnem jeziku srednjega spola, lahko moškega, ženskega ali obeh spolov: knj. моё полоте́нце — narečno мой полоте́нец; knj. в моём пла́тье — narečno в моей пла́тье.
V ruskih narečjih pri sklanjanju samostalnikov ločimo produktivne vrste sklanjatev (zajemajo velike skupine besednih vrst) in neproduktivne vrste sklanjatev (zajemajo posamezne besede ali skupine besed). V vseh ruskih narečjih se pojavljajo zgolj tri osnovne vrste sklanjatev, vse ostale pa samo v nekaterih narečjih. Neproduktivne sklanjatve, ki odsevajo slovnični arhaizem, se kažejo v oblikah in pregibanju samostalnikov мать (narečno ма́ти, 'mati'), дочь (narečno до́чи, 'hči'), свекро́вь (narečno свекры́, 'tašča') ter določenih samostalnikov tipa и́мя ('ime'), вре́мя ('čas'), се́мя ('seme'). V mnogih primerih je neproduktivno pregibanje samostalnikov značilno za več narečnih skupin, npr. oblika samostalnika свекры́ (knj. свекро́вь) v imenovalniku ednine je ena izmed značilnosti Rjazanske narečne skupine, imenovalniški obliki ма́ти in до́чи sta značilnost Vologdske narečne skupine, obliki tožilnika ednine ма́теря (knj. мать) in до́черя (knj. дочь) sta posebnost Kursko-Orlovske narečne skupine. V določenih narečjih se samostalniki tipa ма́ти, до́чи, свекры́, и́мя, вре́мя sklanjajo po enem izmed produktivnih vzorcev.

#### Pridevnik
Ruska dialektologija k skupini pridevnikov običajno prišteva tudi neosebne zaimke, ki se sklanjajo po pridevniški sklanjatvi. Paradigma pridevniške sklanjatve je lahko produktivna ali neproduktivna. Po produktivni sklanjatvi se sklanja večina pridevnikov z izjemo svojilnih pridevnikov s priponami -ов-, -ин-, -j-; zaimki какой ('kakšen'), такой ('takšen'), другой ('drugi'), самый ('najbolj'), всякий ('vsak') ter svojilni zaimki ихний ('njihov'), евонный ('njegov'), ейный ('njen'). Po neproduktivni sklanjatvi se sklanjajo vsi ostali pridevniški zaimki.
Večji del pridevnikov ima narečne različice, ki se med seboj lahko razlikujejo. Na primer, končnice oblik orodnika množine se v ruskih narečjih razlikujejo: 
- Po sestavi: enozložne (с молоды́м) ali dvozložne (с молоды́ми);
- Po začetnem fonemu: začnejo se lahko s fonemom /е/ (с молодэ́ми) ali /и/ (с молоды́ми);
- Po končnem fonemu: lahko se zaključijo s fonemom /и/ (с молоды́ми) ali /а/ (с молоды́ма);
- Po trdosti ali mehkosti soglasniškega fonema: lahko imajo trd (с молоды́ми) ali mehak soglasnik (с молоды́мы).

### Skladnja
Glavni del skladenjskih struktur je skupen vsem narečjem, skladenjske značilnosti narečij pa praviloma sovpadajo z značilnostmi območno neomejenega ruskega knjižnega in ljudskega jezika.   

#### Besedna zveza
Besedne zveze v ruskih narečjih so zgrajene na enak način kot v knjižnem jeziku. Ločimo tri osnovne tipe sintaktičnih odnosov med glavnim in podrednim členom: ujemanje (согласование), vezava (управление) in primik (примыкание). Glavne narečne razlike se kažejo v obliki podredne besede pri vezavi. 

##### Besedne zveze s ciljnim pomenom
Poleg uporabljanja glagolskih besednih zvez s predlogom »po« in s samostalnikom v tožilniku za izražanje prostorskih in časovnih odnosov, ki je značilno za vsa ruska narečja in za ruski knjižni jezik, v velikem delu ruskih narečij te besedne zveze lahko izražajo cilj: сходи́ по коро́ву (knj. сходи за коровой, 'pojdi po kravo'), отпра́виться по сосе́дку (knj. отправиться за соседкой, 'odpraviti se po sosedo'), пошёл по топо́р (knj. пошёл за топором, 'šel je po sekiro'), пошёл по оре́хи (knj. пошёл за орехами, 'šel je po orehe').
Tudi glagolske besedne zveze s predlogom »v« in samostalnikom v tožilniku lahko v nekaterih ruskih narečjih izražajo cilj premikanja: пойти́ в я́годы (knj. пойти за ягодами, 'iti po jagode'), пойти́ в оре́хи (knj. пойти за орехами, 'iti po orehe'), itd. Ta pojav je praviloma omejen na izraze, povezane z rastlinskim svetom; najpogosteje so to imena jagod in gob.

##### Besedne zveze s prostorskim in časovnim pomenom
Značilna je uporaba samostalnikov v mestniku (redkeje v tožilniku) s predlogom »o« v besednih zvezah, ki izražajo časovne odnose: о ма́слянице блины́ пекли́ (knj. блины пекли во время масленицы, 'palačinke so pekli v času pusta'), о ма́е-то она́ до́ма бу́дет (knj. она будет дома в мае, 'ona bo doma v maju'), itd. 
Različni odtenki časovnih značilnosti dejanja se lahko izražajo tudi v besednih zvezah s samostalnikom v rodilniku in predlogi про́тив (s pomenom накануне), сза́ду, проме́жду (knj. между, 'med'), сере́дь (knj. среди, 'sredi'): урожа́й про́тив холодо́в собира́ют (knj. урожай собирают до холодов, 'pridelek pobirajo, preden nastopi mraz'), ali s pomočjo samostalnikov v dajalniku ter predlogom »po«: по всей ночи́ гуля́л (knj. гулял всю ночь, 'sprehajal se je vso noč'), по заре́ встава́л (knj. вставал на заре, 'ob zori je vstajal').
V nekaterih narečjih besedne zveze s samostalniki v tožilniku s predlogom »o« izražajo prostorske odnose: живём о ре́ку (knj. живём рядом с рекой, 'živimo ob reki'), о и́збу скла́дено (knj. сложено возле избы, 'poleg izbe je naloženo').

##### Predložne besedne zveze
V to skupino skladenjskih pojavov spadajo modeli besednih zvez, ki se oblikujejo z uporabo predlogov v kombinaciji s samostalniki. Imajo isti pomen, vendar se samostalniki pojavljajo v različnih sklonih zaradi uporabe predlogov, ki jih druga narečja ne poznajo, ali predlogov, ki imajo drugačen pomen kot v knjižnem jeziku. 
- Uporaba predlogov ми́мо ('mimo'), во́зле ('blizu'), по́дле ('poleg') s samostalniki v tožilniku za razliko od knjižnega jezika, kjer se ti predlogi vežejo s samostalniki v rodilniku: прое́хал ми́мо лес ('peljal se je mimo gozda'); во́зле ре́ку-то не ходи́те ('ne hodite blizu reke'); сядь по́дле ба́бушку ('sedi poleg babice'). Ta arhaičen pojav je bil značilen za starovzhodnoslovanščino (staroruščino), do danes pa se je ohranil v severnih narečnih skupinah (Vologdska, Arhangelska, Kirovska oblast);

- Uporaba predlogov, ki jih knjižni jezik ne pozna:

1. Uporaba dvojnih predlogov, večinoma pri označevanju premikanja: по-за, по-под, по-над (по-за селу́; по-под кры́ше; по-над реко́й);
2. Raba predloga оба́пол s pomenom около (оба́пол До́ну живём, 'živimo okoli Dona');
3. Raba predloga супроти́в (супроти́, насупроти́в) za označitev predmeta, pred katerim se nekdo ali nekaj nahaja (сидя́т молоды́е насупроти́в отца́ и ма́тери, 'mladi sedijo nasproti očeta in matere');

- Različna uporaba predlogov »s« in »z«: вы́лезти с я́мы (knj. вылезти из ямы, 'zlesti iz jame'); вы́йти з ле́са (knj. выйти из леса, 'iti iz gozda'), идти́ с села́ (knj. идти из села, 'iti iz vasi'), itd. Ta pojav, značilen le za zahodna narečja, je verjetno nastal kot posledica sintaktičnih in fonetičnih procesov.

##### Izražanje predmeta v imenovalniku
Med narečnimi značilnostmi je za strukturo nepredložnih besednih zvez najpogostejša in najbolj razširjena raba prehodnih glagolov in predmeta v imenovalniku: копа́ть карто́шка; коси́ть трава́; принести́ вода́. Glavno področje tega izražanja predmeta so severna narečja. 

#### Poved

##### Enostavčna poved
- Perfekt: Značilnost nekaterih ruskih narečij je uporaba kratkih oblik trpnega deležnika in deležja s pomenom rezultativnega stanja oz. stanja, ki so rezultat predhodno zaključenega dejanja (raba preteklega trpnega deležnika: у кота́ уж на пе́чку забра́нось, 'mačka je že na peč zlezla'; у неё уж оде́тось, 'ona se je že oblekla'; raba deležij тот по́езд ушо́вши, 'ta vlak, ki je odpeljal'; я́блоки уже́ поспе́вши, 'jabolka so že dozorela').
- Stavek z glagolom biti (быть): V številnih severozahodnih (Pskovska in Novgorodska oblast) ter jugozahodnih (Brjanska in Orlovska oblast) ruskih narečjih se pojavljajo stavki z nedoločnikom glagolom biti (быть), ki so se v knjižnem jeziku ohranili do 18. stoletja. Izražajo deontično naklonskost oz. dolžnost, neizogibnost (быть дождю́ идти́; быть опя́ть за́втра е́хать).
- Stavek s predikativnimi prislovi: Stavki s predikativnimi prislovi (на́до, ну́жно, ви́дно, слы́шно) v povezavi s samostalniki v imenovalniku (он на́до, ло́жка на́до) ali tožilniku (его на́до, ло́жку на́до) so značilni za severno narečno skupino in nekatera zahodno južna ruska narečja. Oblike stavkov s samostalnikom v tožilniku so se v ruskem knjižnem jeziku ohranili do današnjih dni, in sicer v pogovornem stilu (danes se  v knjižnem jeziku uporabljajo konstrukcije s kratkimi pridevniki, npr. ло́жка нужна́, река́ видна́).
- Stavek tipa »есть у нас ржи«: V vseh ruskih narečjih ter v knjižnem jeziku obstajajo stavki s samostalnikom v rodilniku ter glagolom v 3. osebi ednine, večinoma povezani s količino. Izražajo zadostnost, pomanjkanje, spremembo količine (npr. нам са́хара хва́тит, 'imamo dovolj sladkorja'). V severnih ter zahodno osrednjih narečij pa so lahko ti stavki povezani tudi z drugimi pomeni (prisotnost, pojav, ohranjanje, premikanje): есть у нас ржи, есть и пшена́ ('imamo rž in pšenico'); у нас зверья́ (''imamo zveri'); е́здило тут вся́кого наро́ду ('tu se je peljalo veliko ljudi'); бы́ло у меня́ сынове́й ('imel sem sinove'); есть там моего́ телка́? ('Je moj teliček tam?').
- Stavek z osebno glagolsko obliko glagola быть v sedanjiku: Uporaba sedanjiške oblike glagola быть – есть – je značilna za severozahodna narečja (Leningrajska in Pskovska oblast). Primeri: его́ жена́ есть секретарём ('njegova žena je tajnica'); они́ бога́тые есть ('oni so bogati'); це́рковь здесь сло́мана есть… V nekaterih narečjih se glagolska oblika есть pojavlja tudi v pomenu preteklika (там всего́ есть наросло́, 'tam je vse zraslo') ali prihodnjika (а пото́м у тебя́ сын е пойдёт учи́ться, 'potem se bo tvoj sin šel učit').
- Členki: Členka ти ('ali') in чи ('ali'), ki ju ruski knjižni jezik ne pozna, se v ruskih narečjih uporabljata v stavkih brez vprašalnih zaimkov ali prislovov: Ти ба́чила его́? ('Ali si ga videla?'),  Хлеб чи на́до? ('Ali potrebujemo kruh?');  ali v vlogi ločilnih veznikov: Прода́л  бы ти быка́, ти тёлку ('Prodal bi ali bika ali telico'), Чи хо́чешь, чи не хо́чешь, а ро́бить на́до ('Hočeš ali nočeš, toda treba je delati'). Oba členka sta obstajala v starovzhodnoslovanskem (staroruskem) jeziku, danes pa sta značilna za ukrajinščino (чи) in beloruščino (ти).

##### Večstavčna poved
V večstavčni povedi je število razlik med ruskimi narečji majhno, večina skladenjskih pojavov je značilna za vsa narečja, medtem ko so razlike med narečji in ljudskim jezikom ter knjižnim jezikom večje. 
- Razlike v sestavu veznikov

Sestava prirednih in podrednih veznikov, ki jo je mogoče pripisati tudi leksikalnim pojavom, se v ruskih narečjih kaže v naslednjih narečnih razlikah:
1. Uporaba pogojnih veznikov  бу́де ('če'): бу́де отцу́, да ма́тери женихо́вым лю́ба де́вка, дак не спра́шивают жениха́; in ко́ли ('če'), ki sta prisotna v severnem narečju;
2. Uporaba pogojnih veznikov лели́ oziroma ели́, лель ('če): лели́ ты коро́ву не ку́пишь, я с тобо́й жить не бу́ду ('če ne kupiš krave, ne bom živela s tabo'; in е́жели oziroma е́жли ('če') v južnem narečju;
3. Uporaba ločilnih veznikov бу́де ('ali'): бу́де затопля́ть печь, бу́де ра́но; in ни, нись/несь ('ali-ali', 'ne-ne'): ни домо́й-то идти́, ни не ходи́ть; несь де́лает она́, несь не де́лает — не поймёшь v severnem narečju;
4. Uporaba ločilnega veznika и́но/ни́но ('ali'): ни́но она́ на свеко́льник, ни́но к тебе́ шла да́ве; и́но ва́ша соба́ка га́вкает, и́но не v južnem narečju.

- Razlike v pogostosti uporabe veznikov in vezniških besed

Številni vezniki in vezniške besede, ki so razširjeni po celotnem območju ruskih narečij, se razlikujejo po pogostosti uporabe:
1. Uporaba časovnih veznikov как in когда́ ('ko'): v severnem narečju je pogosteje uporabljen veznik как (э́ту ико́ну в монастыри́ купи́ла, как наруша́лся монасты́рь), medtem ko je v južnem narečju pogostejši veznik когда́;
2. Uporaba vezalnih in protivnih veznikov да, и, а ('in', 'ter'): v severnem narečju je pogost veznik да (пря́лка-то есть, да но́не не пряду́), v južnem pa veznika и in а. Značilnost severnega narečnega območja je pojav struktur, kjer se za enakovrednimi členi v povedi veznik да ponavlja (прополо́ли карто́шку да, све́клу да, лук да).

## Zgodovina preučevanja ruskih narečij
Že v 18. stoletju je M. V. Lomonosov v svojem delu Ruska slovnica (1755) zapisal: »Ruski jezik lahko razdelimo na tri narečja: 1) moskovsko, 2) pomorjansko in 3) malorusko«, vendar se je množično zanimanje za ruska narečja pri znanstvenikih pojavilo šele v sredini 19. stoletja. V tem obdobju se začne oblikovati ruska dialektologija, katere začetniki so Aleksander H. Vostokov, Izmail I. Sreznevskij ter Vladimir I. Dalj. Med različnimi predlogi delitve ruskega jezika je najbolj znana različica Dalja, ki je razlikovala glavna (severna in vzhodna narečja z značilnim okanjem ter zahodna in južna narečja z značilnim akanjem), pa tudi mešana (sibirska, novorossijska ter donska) ruska narečja.
Nadaljnji razvoj ruske dialektologije konca 19. in začetka 20. stoletja je povezan predvsem z raziskavami jezikoslovcev kot so Aleksander A. Potebnja, Aleksej I. Sobolevskij, Aleksej A. Šahmatov, Nikolaj N. Durnovo, idr. Rezultat dolgoletnega dela moskovske dialektološke komisije, ustanovljene leta 1903 s podporo Šahmatova, je bil dialektološki zemljevid ruskega jezika, dokončan leta 1914 in objavljen leta 1915. Na tem zemljevidu so bila prikazana področja razširjenosti velikoruskega, maloruskega ter beloruskega narečja, ki so danes samostojni vzhodnoslovanski jeziki (ruščina, ukrajinščina in beloruščina). Območje velikoruskega jezika je razdeljeno na dve veliki skupini (severno in južno), med katerima je območje prehodnih narečij.
Splošna razvojna stopnja dialektologije na začetku 20. stoletja, neenakomernost in pomanjkanje podatkov, ki so jih praviloma zbirali nestrokovnjaki, so otežili ustvarjanje zemljevida, vendar so njegovi avtorji (N. N. Durnovo, N. N. Sokolov in D. N. Ušakov) večinoma točno orisali sestavo in lokacijo narečij in skupin govorov, izbrali oporne značilnosti za določitev narečij ter utemeljili poseben položaj osrednjih ruskih govorov v narečni delitvi ruskega jezika. 
Dvajseta in trideseta leta 20. stoletja v ruski dialektologiji zaznamujejo dela Evfimija F. Karskega, Nikolaja M. Karinskega, Afanasija M. Seliščeva, Petra S. Kuznecova, Borisa A. Larina. Povojni čas je povezan predvsem z razvojem teorije lingvistične geografije ter z zbiranjem gradiva za izdelavo dialektološkega atlasa ruskega jezika v letih 1945-1965 (okoli 5000 naselij je bilo pregledanih v okviru posebnega »Programa zbiranja podatkov za izdelavo Dialektološkega atlasa ruskega jezika«), ki je bil ustvarjen na podlagi analize pridobljenih podatkov. To obdobje ruske dialektologije je povezano z deli Rubena I. Avanesova in drugih sovjetskih jezikoslovcev. Poleg teoretskih del o ruski dialektologiji so jezikoslovci zbrali obsežno leksikalno gradivo ter izdali slovarje velikega števila ruskih narečij.  